# Wendy and Lisa
Wendy & Lisa – zespół amerykański, założony w 1986 roku. Kierowany przez gitarzystkę Wendy Melvoin i pianistkę Lisę Coleman (obydwie znane są szerszej publiczności głównie z zespołu Revolution, założonego przez Prince'a). 

Składu dopełniają: Jonathan Melvoin (perkusja), Carla Azar (perkusja, talerze). Duet reprezentuje głównie pop-rock z domieszką bluesa i funky.

## Dyskografia

### Płyty studyjne
- Wendy and Lisa (1987)
- Fruit at the Bottom (1989)
- Eroica (1990)
- Girl Bros. (1998)
- White Flags of Winter Chimneys (2008)
- Heroes: Soundtrack from the Motion Picture (2009)

### Składanki
- Re-mix-in-a-carnation (1991)
- Are You My Baby (1996)
- Always in My Dreams (2000)
- Snapshots EP (2011)

## Girl Bros
Od 1998 kontynuowały karierę jako Girl Bros. Na koncie wydany tylko jeden album - "Girl Bros", z 1998 roku, zawierający akustyczny materiał.

## Płyty studyjne
- Girl Bros (1998)